# 소냐 류보미르스키

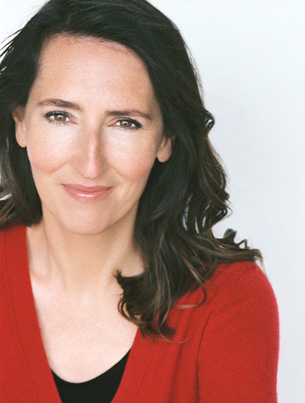

소냐 류보미르스키(러시아어: Соня Лùбомирская, 1966년 12월 14일 ~)는 러시아 태생의 미국 캘리포니아 대학교 리버사이드 심리학과 교수이자 『행복의 방법: 원하는 삶을 얻기 위한 과학적 접근 방식』(The How of Happiness: A Scientific Approach to Getting the Life You Want)의 저자이다.

## 교육
류보미르스키는 하버드 대학교에서 B.A.를, 스탠포드 대학교에서 사회/인격 심리학 박사 학위를 받았다.